# Killzone 2
| Mottagande | Mottagande    |
| Samlingsbetyg | Samlingsbetyg |
| Tjänst | Betyg         |
| --- | ------------- |
| Gamerankings | 90.07%        |
| Metacritic | 91/100        |
| Recensionsbetyg |               |
| Publikation | Betyg         |
| 1UP.com | A             |
| Edge | 7/10          |
| Game Informer | 8.75/10       |
| Gamepro | 5/5           |
| Gamesmaster | 91%           |
| Gamespot | 9.0/10        |
| Gamespy | 4.5/5         |
| Gametrailers | 9.2/10        |
| Gamezone | 9.4/10        |
| IGN | 9.4/10        |
| Play Magazine | 93%           |
| Gamereactor | 10/10         |
| \| Utmärkelser \| Utmärkelser \| \| ------------------------------------ \| ----------- \| \| Bästa Shooter för Playstation 3, IGN \| \| \| Bästa Online Multiplayer, GameSpot \| \| \| Bästa Ljuddesign, GameSpot \| \| \| Bästa Uppföljaren, GameSpot \| \| \| Bästa Shooter, GameSpot \| \| \| Bästa Grafik 2009, G-Phoria \| \| \| Årets Spel, Gamereactor \| \| |               |
| Utmärkelser |               |
| Bästa Shooter för Playstation 3, IGN |               |
| Bästa Online Multiplayer, GameSpot |               |
| Bästa Ljuddesign, GameSpot |               |
| Bästa Uppföljaren, GameSpot |               |
| Bästa Shooter, GameSpot |               |
| Bästa Grafik 2009, G-Phoria |               |
| Årets Spel, Gamereactor |               |

Killzone 2 är ett first-person shooter-spel, utvecklat av Guerrilla Games och utgivet av Sony Computer Entertainment. Spelet är den tredje delen i Killzone-serien och handlar om den fortsatta kampen mot Helghast. Spelet är också uppföljaren till det första spelet, Killzone utgiven till PlayStation 2 och Killzone: Liberation till PlayStation Portable. Killzone 2 släpptes exklusivt till PlayStation 3.

## Gameplay
Spelet föreställer sig nästan uteslutande från ett förstapersonsperspektiv, bortsett från att man kan köra med olika fordon. Spelaren tar rollen som sergeant Tomas "Sev" Sevchenko, en veteran från specialstyrkan ”Legion” inom Alpha-gruppen. Hans standardvapen är automatkarbinen M82G, men man kan plocka många olika ISA- och helghastvapen från döda fiender, kamrater eller från vapenförråd utspridda i spelet. Ammunition till de olika vapnen kan plockas upp i fält. Sev kan bara bära ett primärt vapen och ett sidovapen i taget. Han bär också en kniv för närstrid. Spelet har ett skydds-system som tillåter Sev att ta skydd bakom föremål och sedan springa ut för att skjuta mot fiender. Om en medlem i Alpha-gruppen blir svårt sårad tvingas Sev att ta sig till den nedskjutna kamraten så fort som möjligt och återuppliva denne med en speciell defibrillator. Sev kan få köra minst två fordon i spelet: en stridsvagn och ett exoskelett. Med Sixaxis rörelsekontrollsystem kan han utföra vissa åtgärder, till exempel att vrida en ventil, armera en sprängladdning samt inom prickskytte.

### Multiplayer
Spelets flerspelarläge heter "Krigszon", och innebär att 2-32 spelare kan spela mot varandra. Spelaren kan välja att kämpa för Helghast eller ISA. Man kan välja sin karaktärs klass samt primär- och sidovapen, beroende på vad spelaren har låst upp. Med karaktärsbrickor kan spelaren anta och kombinera olika spelstilar och förmågor. Både ISA- och Helghastfraktionerna har samma typ av karaktärer och brickor.
- Gevärssoldat: är en vanlig skyttesoldat utan någon särskild förmåga.
- Ingenjör: är en mekaniker som kan placera ut "vakttorn" (automatiska vapensystem). Ingenjörer kan också reparera trasiga ammunitionslådor, stationära vapen och vakttorn.
- Sabotör: är en speciell soldat som kan förklä sig till medlem av motståndarfraktionen. Sabotörer kan också placera C4-sprängfällor som utlöses när fienden kommer nära.
- Sjukvårdare: kan återuppliva sårade kamrater. Sjukvårdare bär även hälsopaket som ges ut till sin fraktion.
- Spanare: är en prickskytt som kan använda sin täckmantel som gör att spelaren framstår som helt genomskinlig. Spanare kan också använda sin rökgranat som utgör markör för luftunderstöd. Då kommer en "Vaktbot" (ett litet robotflygvapen) som angriper fiender i området under en viss tid.
- Stormtrupp: är en tungt beväpnad soldat som kan tåla mer fientlig eld än vad andra gör. Stormtrupper kan också öka sin hastighet under en viss tid för att kunna springa snabbare.
- Taktiker: är en officer som kan placera spawnplatser för sin fraktion. Precis som spanare är taktiker beväpnade med en rökgranat.

Man kan spela i fem olika uppdragstyper. Erövra och Försvara: där man ska inta ett eller flera målområden innan tiden tar slut. Lönnmord: där man ska döda en slumpvis medlem i motståndarfraktionen innan tiden tar slut. Massmord: där man dödar så många av motståndarfraktionens medlemmar som möjligt innan tiden tar slut. Sök och Förstör: där man förstör ett mål med sprängladdningar som motståndarfraktionen försvarar. Sök och Hämta: där man lokaliserar och återlämnar ett antal föremål till en viss plats innan tiden tar slut.

### Offline
I spelläget "Småstrid" kan spelaren strida mot datorkontrollerade "bottar". Spelläget har samma uppdragstyper som i flerspelarläget och man kan lägga till hur många bottar man vill strida mot, samt välja svårighetsgrad och karta.

## Bakgrund
Killzone 2 utspelar sig två år efter händelserna i Killzone och Killzone: Liberation. ISA (Interplanetära Strategalliansen) inleder ett angrepp mot helghasts hemplanet Helghan. Målet är att fånga Helghast-kejsaren Scolar Visari och göra slut på helghasts krigsplaner en gång för alla.
Under invasionen av Helghan sätts Sev och hans grupp bakom fiendens linjer för att bistå de överlevande invasionsstyrkorna. Uppdraget är att säkra fiendens huvudstad Pyrhus. Men ISA:s styrkor upptäcker snabbt att Helghastsoldaterna från deras hemplanet var mer fruktansvärda en tidigare. Inte nog med att de är väl anpassade till fiendens omständigheter, utan nu har de även utnyttjat åskväder som ofta inträffar på planeten så att de nu kan använda dessa mot ISA:s styrkor. En kall, steril och hård planet gör så att Helghan är ett välförsvarat land där ingen fiende förmår att ta över. Sev upptäcker att han och hans grupp inte bara ska strida mot fienden, utan deras hårdaste fiende är själva planeten. Deras överlevnad sätts på spel.

## Handling
På morgonen vaknar Förste sergeant Tomas Sevchenko i sin hytt i den stora kryssaren New Sun som svävar över Helghans huvudstad Pyrrhus. ISA har satt upp en stor flotta av kryssare, anförd av överste Jan Templar, som förbereder sig för ett angrepp mot staden. Men helghasternas enorma luftvärnsvapen förhindrar flottan att komma närmare staden och bombardera den, så flottan sänder ut en invasionsstyrka för att röja undan stadens försvar och att inta staden. 
Alpha-gruppen, som består av sergeanterna Rico Velasquez och Tomas Sevchenko och korpralerna Dante Garza och Shawn Natko, har fått som uppdrag att bistå invasionsstyrkorna för att utjämna de yttre försvarsverken av staden. I början är invasionsförsöket till synes framgångsrikt, ISA-styrkorna ockuperar stora delar av staden och är nära att nå Visaris palats, där de ska tillfångata Helghast-kejsaren. Men helghasterna aktiverar stadens största försvarsverk, en mängd elektriska elbågstorn utspridda över staden. Elbågstornen nedgör en stor del av ISA:s invasionsstyrka och stoppar deras offensiv mot Visaris palats.
Tomas Sevchenko och Dante Garza förstör ett av elbågstornen, tar ett intakt stycke av tornet och levererar det till vetenskapskvinnan Evelyn Batton ombord på New Sun. Hon upptäcker att tornen drivs av ett mineraliskt ämne vid namn ”Petrusit”. Överste Templar beordrar Alpha-gruppen att möta upp Evelyn vid en övergiven gruvby söder om Pyrrhus, i ett försök att avaktivera försvarstornen, vars kraftkälla finns i detta område. 
Under uppdraget tillfångatas Dante Garza, Shawn Natko och Evelyn Batton av en helghaststyrka. Rico och Sev följer efter sina förlorade gruppmedlemmar och spårar dem till ett stort raffinaderi kallat Tharsisraffinaderiet, där helghast gräver fram sin petrusitmalm för att försörja elbågstornen. Rico och Sev hittar så småningom sina förlorade kamrater, som förhörs av en skoningslös helghastledare vid namn Mael Radec, i hopp att få information om avfyrningskoderna för de stulna kärnvapnen som Helghasterna tidigare tagit från ISA. Sev föreslår att han och Rico ska flankera Radecs förband och rädda sina gruppmedlemmar, men Rico blir för hetsad inför gruppmedlemmarnas förestående avrättning, han rusar in och skjuter vilt mot helghasterna. Under tumultet som uppstår blir Garza svårt skadad av en helghastsoldat, Radec lyckades fly från raffinaderiet och Alpha-gruppen blir tvungen att hämta hjälp från flottan för att komma ut därifrån med den skadade Garza. Garza dör i Sevs famn av sina svåra skador, just när hjälpen anländer.
Ombord på New Sun beskyller Sev Rico för Garzas död då han inte kunnat hantera räddningssituationen bättre. Men de avbryts när plötsligt både New Sun och hela ISA-flottan blir attackerad av helghasterna och alla kryssare blir embarkerade av dem. Syftet med denna attack var att Radec till varje pris ville skaffa avfyrningskoderna till de stulna kärnvapen för att använda mot ISA. Överste Templar beordrar besättningen att försvara skeppet, men fienderna övermannar hela flottan och förintar både kryssare och besättning. Templar påbörjar en evakuering av flottan och de övriga i Alpha-gruppen flyr från kryssaren. Radec anländer till New Suns brygga och dödar Evelyn och Templar, tar avfyrningskoderna och lämnar skeppet för att ge dem till Visari. Men Templar lever ännu, döende avaktiverar han New Suns raketmotorer vilket får kryssaren, med honom ombord, att kollidera med Tharsisraffinaderiet och således förstöra hela stadens försvarsverk.
Alpha-gruppen landar på solid mark och återförenar sig med de landstigna ISA-trupperna för ett sista anfall mot staden och Visaris palats. Men Visari, som är fast besluten att slutgiltigt krossa de kvarstående ISA-styrkorna, detonerar en atombomb mot staden Pyrrhus med koderna från Radec. Den resulterande explosionen utplånar hela staden och dess försvarare, men också en ofantlig del av ISA:s invasionsstyrka.
Alpha-gruppen och de få kvarlevande ISA-styrkorna inleder en desperat attack mot Visaris palats och göra ett slut på deras fasansfulla fälttåg. Sev och Rico lyckas komma in i palatset och möter sedan Radec och Visaris personliga livgarde. Hela livgardet dödas och Radec blir svårt skadad, men för att undvika fångenskap tvingas Radec att begå självmord genom att skjuta sig själv i huvudet. 
Efter att ha besegrat det sista motståndet kan Sev och Rico till sist fullfölja sitt uppdrag: att tillfångata Helghast-kejsaren i hans tronrum. De båda möts ansikte mot ansikte med Visari, som själv konstaterar att kriget är långt ifrån över och att hans död inte kommer att hindra kriget från att stoppas. Hans folk skulle fortfarande strida vidare, och skulle hellre vilja fylla sina gator med döda än att ge upp. Dessutom konstaterar han att hans död skulle väcka raseri hos hans folk och endast han kunde hålla folket under kontroll. Men Rico, som hyser ett stort hat mot Visari och Helghast, och som har hämndkänslor för Garzas och många av hans stridskamraters död, får ett raserianfall och skjuter ihjäl den mäktiga Helghast-kejsaren.
Sev blir förvånad och frustrerad av Ricos hastiga avrättning av Visari. Han lämnar palatset och sätter sig på trappingången, medan Rico sitter i ett hörn i palatset och funderar på vad han har gjort. Plötsligt ser Sev en hel flotta med dussintals Helghast-skepp som inleder ett angrepp mot av det som återstår av ISA-flottan. Men kampen kommer att fortsätta i Killzone 3.

## Planeten Helghan
Helghan är en fiktiv helvetisk planet. Huvuddelen av planeten består av stenig terräng och ledande sänkor, vilket ger rika naturresurser och mineraler. Före ISA-invasionen av planeten bodde mer än 30 miljoner människor på Helghan. De flesta av planetens bosättningar är centrerade runt gruvdrift och den största av dem är huvudstaden Pyrrhus. Dock är staden mer lik ett stort slumkvarter än en metropol. Under kejsar Visaris regering var största delen av ekonomin centrerad till bunkring och att bygga upp armén, istället för att tillgodose den övriga befolkningens behov. Därmed bestod Helghan av stora slumstäder, en dyster infrastruktur för de civila och en märkbar brist på lyx, glamour och levnadsstandard. Under årens lopp har Helghast stolt omfamnat sin fruktansvärda planet och anpassat sig till den farligt giftiga omgivningen.
Trots den hårda omgivningen har Helghan flera sorters vilda djur, vilket tyder på att planeten har en naturlig livsmiljö.

## Karaktärer
- Förste sergeant Tomas "Sev" Sevchenko, spelad av Demetri Goritsas, är huvudpersonen i spelet och en av ISA:s Specialstyrka Alpha-gruppen. Vid 25 års ålder har han varit med i flera framgångsrika strider, men till högt pris. Sev känner att det är hans skyldighet som patriot av Vekta att göra ett slut av Helghasthotet en gång för alla.

- Korpral Dante Garza, spelad av Ryan Mcclauskey, är medlem i ISA:s Specialstyrka Alpha-gruppen. Med sin smarthet och unga ålder är Garza en lojal, optimistisk och pålitlig soldat som har förtjänat sin elitstatus. Han är också en nära vän till Sev och tillsammans samarbetar de för att utplåna helghastförsvaret av staden Pyrrhus.

- Sergeant Rico Velasquez, spelad av Charles Everett, är en erfaren veteran från ISA. Man kan beskriva Rico som en mänsklig stridsvagn som föredrar att skjuta först och fråga sen. Han har en tuff attityd, men trots allt ett gott hjärta. Han hyser stora hämndkänslor och hat mot helghasterna och går med i Alpha-gruppen för att gå i spetsen för invasionen av Helghan.

- Korpral Shawn Natko, spelad av Noah Lee Margetts, är en soldat i ISA:s Specialstyrka Alpha-gruppen. Han är en erfaren soldat av samma sort som Rico. Han kan beskrivas som rätt pessimistisk och hånfull. Han innehar en till synes oförstörbar anda och tappert kämpade han tillsammans med Alpha-gruppen, från Pyrrhus utkanter till Visaris stora palats.

- Överste Jan Templar, spelad av Qarie Marshall, är befälhavaren för ISA:s invasionsflotta. Han är dessutom Huvudpersonen i Killzone och Killzone: Liberation.

- Kejsare Scolar Visari, spelad av Brian Cox, är anförare av Helghast-styrkorna och kejsaren över planeten Helghan. Han är ansvarig för den nya militariseringen av Helghans trupper efter deras nederlag efter första Helghan-kriget. Visari lyckades tidigare invadera en av ISA:s koloniala planeter, Vekta, för att hämnas på vad han ser som svek och missbruk för Helghast.

- Överste Mael Radec, spelad av Sean Pertwee, är befälhavaren för Visaris personliga livgarde och beskyddar planeten Helghan. Han visar sig ha en önskan om att döda och föredrar åtgärder snarare än planläggning. När man beskriver honom som en bestämd och kallblodig person benämner man honom som Visaris vakthund.

- Kapten Jason Narville, spelad av Mickey O'Connor, är befälhavaren för ISA:s invasionsstyrkor. Med stor beslutsamhet, bra planering och med hjälp från sina män leder han framgångsrikt invasionen av Helghan, och vinner en stor seger i Visaritorget. Han kan vara mycket sträng mot sina soldater.

- Evelyn Batton, spelad av Jules De Jongh, är Templars medhjälpare. Hon fokuserar på de tekniska aspekterna på ISA:s kärnvapen som har beslagtagits av Helghast. Hon kommer att bistå Alphagruppen för att få tillbaka det.